# Équipe de Jordanie masculine de basket-ball
Cet article traite de l'équipe masculine. Pour l'équipe féminine, voir Équipe de Jordanie féminine de basket-ball.
Maillots
L'équipe de Jordanie masculine de basket-ball est l'équipe nationale qui représente la jordanie dans les compétitions internationales masculine de basket-ball. Elle est placée sous l'égide de la Fédération de Jordanie de basket-ball (Jordan Basketball Federation ou JBF). L'équipe est affiliée à la FIBA depuis 1957. Son surnom est "Nashama", ce qui signifie « Les chéris ».
Au cours des dernières années, l'équipe jordanienne a remporté la Coupe William Jones en 2007 et 2008, la Coupe Stankovic FIBA Asie au Koweït en 2008, la première place de la Coupe arabe des nations en Égypte en 2007, la deuxième place en 2008, la deuxième place du Championnat d'Asie 2011, la troisième place du Championnat d'Asie 2009 et la troisième place du FIBA Asia Challenge 2016. La Jordanie s'est qualifiée à la Coupe du monde à trois reprises, ce qui en fait la troisième meilleure équipe arabe en termes de participations à la Coupe du monde de basket-ball FIBA.

## Histoire
L'équipe de Jordanie fait son apparition au niveau international dans les années 1980. C'est en 1983 qu'elle participe pour la première fois au championnat d'Asie.
En progrès constant depuis 2003, elle décroche en 2009 la première médaille de son histoire au championnat d'Asie. En quart de finale, la Jordanie élimine les Philippines (81-70), avant de céder de justesse face à l'Iran, futur vainqueur, en demi-finale (77-75). Lors de la finale pour la troisième place, la Jordanie écarte le Liban facilement (80-66) grâce à 28 points de son arrière américain naturalisé Rasheim Wright.
À la suite de la médaille de bronze acquise au Championnat d'Asie de basket-ball 2009, la Jordanie est qualifiée pour le championnat du monde 2010 qui se déroule en Turquie du 28 août au 12 septembre 2010. Il s'agit de sa première participation au Mondial. L'équipe termine à la 23e place sur 24 de la compétition.

## Résultats

### Palmarès
| Compétitions mondiales                             | Compétitions continentales | Autres compétitions |
| -------------------------------------------------- | --- | --- |
| - Jeux olympiques - Néant - Coupe du monde - Néant | - Coupe d'Asie - Finaliste en 2011 - Troisième en 2009 - Jeux asiatiques - Finaliste en 2022 - Coupe FIBA Asie (1) - Vainqueur 2008 - Troisième en 2016 | - Jeux panarabes (1) - Vainqueur en 1985 - Finaliste en 1992, 1999, 2007 et 2011 - Troisième en 1953 - Championnat arabe des nations (1) - Vainqueur en 2007 - Finaliste en 1992, 1999 et 2008 - Troisième en 1987 et 1989 |

### Parcours aux Jeux olympiques
- 1936 : -
- 1948 : -
- 1952 : -
- 1956 : -
- 1960 : -
- 1964 : -
- 1968 : -
- 1972 : -
- 1976 : -
- 1980 : -
- 1984 : -
- 1988 : -
- 1992 : -
- 1996 : -
- 2000 : -
- 2004 : -
- 2008 : -
- 2012 : -
- 2016 : -
- 2020 : -

### Parcours aux Championnats du Monde
- 1950 : -
- 1954 : -
- 1959 : -
- 1963 : -
- 1967 : -
- 1970 : -
- 1974 : -
- 1978 : -
- 1982 : -
- 1986 : -
- 1990 : -
- 1994 : -
- 1998 : -
- 2002 : -
- 2006 : -
- 2010 : 23e
- 2014 : -
- 2019 : 28e
- 2023 : 32e

### Parcours aux Championnats d'Asie des Nations
- 1960 : -
- 1963 : -
- 1965 : -
- 1967 : -
- 1969 : -
- 1971 : -
- 1973 : -
- 1975 : -
- 1977 : -
- 1979 : -
- 1981 : 8e
- 1983 : 9e
- 1987 : 10e
- 1989 : -
- 1991 : 8e
- 1993 : 10e
- 1995 : 17e
- 1997 : 7e
- 1999 : -
- 2001 : -
- 2003 : 10e
- 2005 : 7e
- 2007 : 5e
- 2009 :  3e
- 2011 :  2e
- 2013 : 7e
- 2015 : 9e
- 2017 : 8e
- 2022 : 4e

## Équipe actuelle
Effectif lors de la Coupe du monde de la FIBA 2019.
| Numéro | Joueur            | Poste | Naissance        | Taille | Club 2018-2019              |
| ------ | ----------------- | ----- | ---------------- | ------ | --------------------------- |
| 0      | Mahmoud Abdeen    | 1     | 23 décembre 1987 | 1,91 m | Al-Jazira Amman             |
| 1      | Amin Abu Hawwas   | 2     | 26 avril 1994    | 1,94 m | Riyadi Club Beyrouth        |
| 2      | Dar Tucker        | 2     | 11 avril 1988    | 1,90 m | San Lorenzo de Almagro      |
| 4      | Jordan Al-Dasuqi  | 1/2   | 29 novembre 1994 | 1,80 m | Al-Jazira Amman             |
| 5      | Freddy Ibrahim    | 1/2   | 14 octobre 1996  | 1,90 m | Spartans de Tampa           |
| 7      | Ahmad Alhamarsheh | 3/4   | 10 octobre 1986  | 1,96 m | Al-Weehdat Club             |
| 10     | Ahmad Obeid       | 4     | 24 août 1990     | 1,95 m | Orthodox Basketball Club    |
| 12     | Yousef Abuwazaneh | 4/5   | 6 décembre 1993  | 2,00 m | Al Riyadi Basketball Club   |
| 13     | Mohammad Hussein  | 5     | 3 mars 1990      | 2,12 m | Al Ahli SC Amman Basketball |
| 15     | Zaid Abbas        | 3/4   | 21 novembre 1983 | 2,07 m | Al-Ahli Club                |
| 23     | Mousa Al-Awadi    | 2     | 20 juillet 1985  | 1,92 m | Kofer Yoba Irbid basketball |
| 44     | Ahmad Al-Dwairi   | 5     | 4 mars 1993      | 2,10 m | Fenerbahçe SK               |